# Warren Miller (Eishockeyspieler)
Warren Fredrick Miller (* 15. Juni 1953 in South St. Paul, Minnesota) ist ein ehemaliger US-amerikanischer Eishockeyspieler, der im Verlauf seiner aktiven Karriere zwischen 1972 und 1983 unter anderem 268 Spiele für die New York Rangers und Hartford Whalers in der National Hockey League (NHL) sowie 269 weitere für die Calgary Cowboys, Edmonton Oilers, Nordiques de Québec und New England Whalers in der World Hockey Association (WHA) auf der Position des rechten Flügelstürmers bestritten hat. Zudem vertrat Miller die Nationalmannschaft der Vereinigten Staaten bei zwei Weltmeisterschaften und dem Canada Cup 1981.

## Karriere
Miller wechselte nach Beendigung der High School, an der er bereits Eishockey gespielt hatte, im Sommer 1972 an die University of Minnesota, um einem Studium nachzugehen. Parallel dazu spielte er zwischen 1972 und 1976 für die Universitätsmannschaft, die Golden Gophers. Diese waren in der Western Collegiate Hockey Association (WCHA), einer Division im Spielbetrieb der National Collegiate Athletic Association (NCAA), beheimatet. Die Zeit an der Universität war für den Stürmer überaus erfolgreich, da er sowohl 1974 als auch 1976 den Gewinn der nationalen Collegemeisterschaft der NCAA feiern konnte. Dazwischen nahm Minnesota ebenfalls am Finalspiel teil, das sie allerdings verloren. Beim Endturnier 1975 wurde Miller jedoch ins All-Star-Team des Turniers gewählt.
Nachdem der US-Amerikaner bereits im Sommer 1974 sowohl im NHL Amateur Draft 1974 in der 21. Runde an 241. Stelle von den New York Rangers aus der National Hockey League (NHL) als auch im WHA Amateur Draft 1974 in der neunten Runde an 132. Position von den New England Whalers aus der zu dieser Zeit mit der NHL in Konkurrenz stehenden World Hockey Association (WHA) ausgewählt worden war, wechselte Miller nach der Beendigung seines Studiums im Frühjahr 1976 in den Profibereich. Der Offensivspieler entschied sich, zunächst in der WHA zu spielen, wo mittlerweile die Calgary Cowboys seine Transferrechte hielten. Noch zum Ende der Spielzeit 1975/76 debütierte Miller im Trikot der Cowboys und absolvierte schließlich im folgenden Jahr seine erste komplette Saison. Mit 55 Scorerpunkten in 80 Einsätzen, in einem von finanziellen Problemen geplagten Franchise der Calgary Cowboys, erreichte Miller bei der Wahl für die Lou Kaplan Trophy für den Rookie des Jahres den zweiten Rang hinter George Lyle. Da die Cowboys Ende Mai 1977 den Spielbetrieb einstellten, wechselte der Angreifer umgehend als Free Agent innerhalb der Liga zu den Edmonton Oilers, wo er bis zum November desselben Jahres 18 Partien bestritt.
Durch einen insgesamt sechs Spieler umfassenden Transfer wurde Miller im November 1977 gemeinsam mit Rick Morris, Kenneth Broderick und Dave Inkpen zum Ligakonkurrenten Nordiques de Québec transferiert, die im Gegenzug Don McLeod und Pierre Guité an die Oilers abgaben. Bei den Franko-Kanadiern beendete der Offensivspieler die Spielzeit 1977/78, konnte aber insgesamt nicht an die Leistungen aus der Vorsaison heranreichen. Daraufhin wurde er im September 1978 im Tausch für Jean-Louis Levasseur an die New England Whalers abgegeben, die ihn im Draft 1974 ausgewählt hatten. Für die Whalers kam der Flügelstürmer aber ebenfalls nur ein Spieljahr zu Einsätzen. Mit der Auflösung der WHA und der Übernahme von vier Franchises in die National Hockey League gingen Millers Transferrechte im Rahmen des NHL Reclaim Draft 1979 zurück an die New York Rangers, die seine NHL-Rechte eigentlich bereits 1974 über den Draft erworben hatten. So stand der 26-Jährige zum Beginn der Saison 1979/80 in einem Zeitraum von vier Jahren für das fünfte Team auf dem Eis.
In seiner ersten NHL-Saison sammelte Miller in 55 Spielen lediglich 13 Punkte. Da sie in der Folge keine Verwendung mehr für ihn hatten, setzten sie den Stürmer im August 1980 auf die Waiver-Liste. Unter den damaligen Regularien im Rahmen der Übernahme der ehemaligen WHA-Organisationen wählten ihn das inzwischen in Hartford Whalers umbenannte Franchise von dieser aus. Gegen eine Ausgleichszahlung von 100 US-Dollar an die New York Rangers übernahmen die Whalers damit den Vertrag ihres Ex-Spielers. In Hartford wurde Miller nach vielen unsteten Jahren endlich heimisch und absolvierte die folgenden drei Spielzeiten für die Whalers in der NHL. Nachdem er im Juli 1983 aus seinem laufenden Vertrag entlassen worden war, beendete er kurz nach seinem 30. Geburtstag seine Karriere.

### International
Für sein Heimatland stand Miller bei den Weltmeisterschaften 1977 in der österreichischen Landeshauptstadt Wien und 1981 in Schweden auf dem Eis. Dabei platzierte er sich mit der Nationalmannschaft der Vereinigten Staaten beide Male außerhalb der Medaillenränge. Miller absolvierte im Rahmen der beiden Welttitelkämpfe insgesamt 17 Spiele, in denen er neun Scorerpunkte erreichte. Im selben Jahr wie die Weltmeisterschaft in Schweden fand auch der Canada Cup 1981 statt, bei dem die US-Amerikaner den vierten Platz belegten. Dazu steuerte der Stürmer zwei Tore bei.

## Erfolge und Auszeichnungen
- 1974 NCAA-Division-I-Championship mit der University of Minnesota
- 1975 NCAA Championship All-Tournament Team
- 1976 NCAA-Division-I-Championship mit der University of Minnesota

## Karrierestatistik

### International
Vertrat die USA bei:
- Weltmeisterschaft 1977
- Weltmeisterschaft 1981
- Canada Cup 1981

(Legende zur Spielerstatistik: Sp oder GP = absolvierte Spiele; T oder G = erzielte Tore; V oder A = erzielte Assists; Pkt oder Pts = erzielte Scorerpunkte; SM oder PIM = erhaltene Strafminuten; +/− = Plus/Minus-Bilanz; PP = erzielte Überzahltore; SH = erzielte Unterzahltore; GW = erzielte Siegtore; 1 Play-downs/Relegation; Kursiv: Statistik nicht vollständig)